# Classmates
Classmates er en amerikansk stumfilm fra 1914 af James Kirkwood.

## Medvirkende
- Blanche Sweet som Sylvia Randolph.
- Henry B. Walthall som Duncan Irving.
- Marshall Neilan som Bert Stafford.
- Gertrude Robinson som Phyllis Stafford.
- Augusta Anderson som Mrs. Stafford.